# Église Notre-Dame-de-l'Assomption de Bourg-du-Bost
L'église Notre-Dame-de-l'Assomption est une église catholique située à Bourg-du-Bost, en France.
Elle fait l'objet d'une protection au titre des monuments historiques.

## Localisation
L'église est située dans le département français de la Dordogne, sur la commune de Bourg-du-Bost.

## Historique
De style roman, l'église est édifiée dans la première moitié du XIIe siècle.

## Protection
L'église Notre-Dame-de-l'Assomption de Bourg-du-Bost, église fortifiée des XIIe, XIVe et XIXe siècles, inscrite au titre des monuments historiques le 17 décembre 1947.